# Pituaçu Futebol Clube Cajazeiras
Pituaçu Futebol Clube Cajazeiras foi um clube de futebol sediado na cidade de Salvador, no estado da Bahia. Mandava seus jogos no Estádio de Pituaçu.

## História
A equipe foi criada pelo ex-jogador Igor Manassés e o deputado Marcos Manassés no final de 2015, através da empresa Onsoccer Brasil, com a intenção de ser a terceira força do futebol baiano. Originalmente as suas cores eram o verde e amarelo, mas depois optaram em trocar pelo preto, branco e amarelo.[carece de fontes?]
O primeiro campeonato que o clube disputou foi a Copa Governador do Estado da Bahia de 2016, que também marcou sua estreia no profissional.
Em novembro de 2021 virou Jacobinense Esporte Clube.